# عبد الله المحيلبي
عبد الله المحيلبي ، من مواليد 1 مارس 1963 سياسي كويتي ووزير سابق.

## السيرة الذاتية
عبد الله سعود سعد المحيلبي العازمي ولد بالكويت ، متزوج وحاصل على شهادة دبلوم معهد المعلمين وليسانس في الجغرافيا من جامعة الكويت، شغل منصب مراقب في محافظة العاصمة، وعضو المجلس البلدي في عامي 1995 و1999 ، وعضو مجلس إدارة جمعية الرميثية التعاونية، وهو عضو مؤسس لجمعية حماية المال العام وعضو مؤسس للجمعية التطوعية الصحية، وفي 2 يوليو 2005 أصبح عضوا في المجلس البلدي ثم انتخب رئيسا للمجلس البلدي في 29 يونيو 2005 ، وفي فبراير 2006 عين وزيرا للدولة لشؤون البلدية واعيد تعينه في نفس المنصب في يوليو 2006 ، وأعيد تعيينه بمنصب وزير الأعلام، وفي عام 2007 عين وزيرا للصحة.